# Seiko
‌
Ne doit pas être confondu avec Seiko Epson.
Seiko Holdings Corporation (セイコーホールディングス株式会社, Seikō hōrudingusu kabushiki gaisha), plus communément appelée Seiko, est une manufacture d'horlogerie de luxe japonaise, fondée en 1881, sous l'ère Meiji, par Kintarō Hattori, qui fabrique également des appareils électroniques et optiques, des bijoux et des semi-conducteurs. C’est une des très rares marques horlogères à intégration verticale : elle fabrique en effet tous les composants de ses montres, sans recours à un quelconque sous-traitant. Elle est célèbre notamment pour ses chronographes, ses montres à mouvement mécanique traditionnelles ainsi que pour ses innovations dont l'invention de la montre-bracelet à quartz et les mouvements de précision Kinetic et Spring Drive. Le groupe Seiko détient également les marques de luxe Grand Seiko et Credor, ainsi que les marques Orient, Lorus et Pulsar.

## Historique, principales réalisations

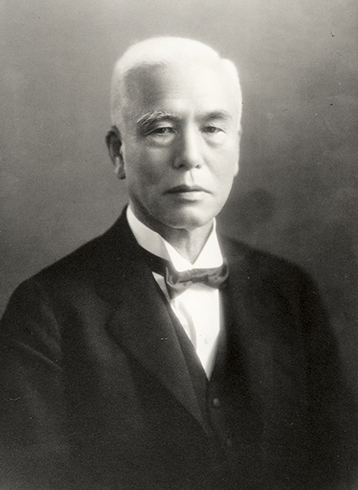
Portrait de Kintarō Hattori en 1916.

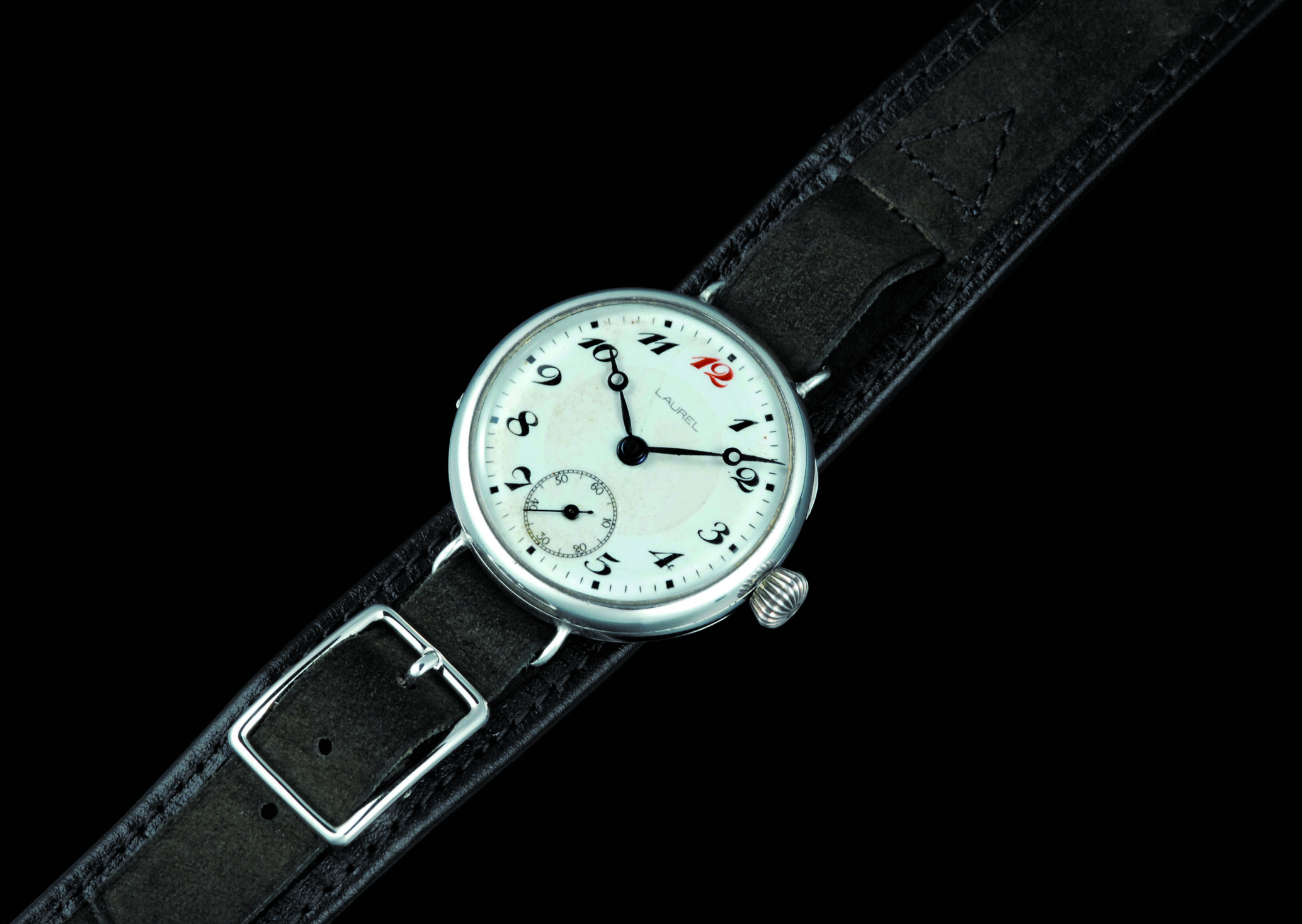
Une montre Laurel.

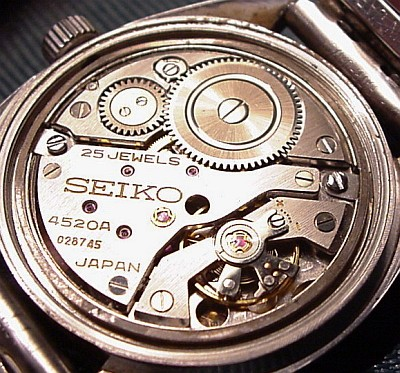
Un mouvement Seiko 4520.

L'histoire de Seiko débute en 1881 quand Kintarō Hattori ouvre un atelier de réparation d'horlogerie dans le centre de Tokyo,,.
En 1913, Seiko produit la « Laurel », la première montre-bracelet mécanique fabriquée au Japon.
En 1941, Seiko lance son chronographe de poche.
En 1956, l'entreprise produit la Marvel : cette montre mécanique est conçue en interne avec l'objectif de concurrencer les montres suisses en vogue sur le marché japonais à cette époque. En 1958 apparaît la Lord Marvel. Basée sur la Marvel, cette montre est la première montre « de luxe » produite par Seiko. Elle garde ce titre jusqu'à l'annonce de la première Grand Seiko en 1960.
En 1959, Seiko commercialise des horloges à quartz pour des stations de radiodiffusion.
En 1959, Seiko embauche Taro Tanaka, père de la « grammaire du design », et notamment du polissage « zaratsu ».
En 1960, Seiko lance la marque de prestige « Grand Seiko » avec une sobre montre-bracelet en or, qualifiée de chronomètre aux normes internationales.
Quelques années plus tard, en 1964, la marque invente le premier compteur de temps à quartz portatif au monde.
En 1967, Seiko lance sa troisième génération de montre Lord Marvel sous la référence 5740-8000. Animée par le calibre 5740C, cette montre est la première montre japonaise à haute fréquence (36 000 battements par heure). Il s'agit également de la deuxième au monde, la première place ayant déjà été prise par Girard Perregaux l'année précédente.
En 1968, Seiko remporte le Concours international de chronométrie de Genève et le titre de « meilleure montre-bracelet chronomètre mécanique ».[réf. nécessaire]
En avril 1969, Seiko commercialise la première montre chronographe automatique dont le calibre 6139 est doté à la fois d'un embrayage vertical et d'une roue à colonne.
L'entreprise propose à la vente le 25 décembre 1969 la première montre à quartz de « série » (modèle en or et en édition limitée à cent exemplaires) après environ dix ans de recherche, la « Seiko Quartz Astron 35SQ »,.
Entre 1968 et 1970, Seiko fait certifier à Neuchâtel 226 chronomètres d’observatoire (tous mis à la vente) équipés des calibres 4520 et 4580, à 36 000 alternances par heure (deux fois la cadence habituelle),.
En 1973, Seiko lance la première montre LCD avec affichage à six chiffres au monde.
En 1974, Seiko lance la marque de luxe Crêts d’Or, devenu Credor en 1978 :  montres « de ville » à quartz et en métal précieux, principalement pour le marché japonais.
En 1975, Seiko présente la première montre numérique multifonction au monde et la première montre professionnelle de plongée en titane.
En 1983, Seiko invente la montre-télévision (calibre T001). Cette même année sort la première montre-bracelet au monde dotée d'un dispositif d'enregistrement audio.
En 1984, l'entreprise lance la UC-2000, première montre-ordinateur au monde.
En 1988, Seiko fabrique la première montre « A.G.S » (Automatic Generating System) au monde.
En 1990, Seiko présente la première montre de plongée au monde munie d’un profondimètre, la Scubamaster).
En 1992, l'entreprise créé une montre chronographe à quartz analogique précise au 1/100e de seconde, le calibre 7T59.
En 1994, Seiko lance une montre-bracelet dotée du système LumiBrite, une exclusivité maison.
En 1998, Seiko créé la première montre thermoélectrique au monde et propose une montre disposant d'un calendrier perpétuel.
En 1999, la marque introduit le premier mouvement « Spring Drive » qui a une précision d'une seconde par jour.
En 2005, l'entreprise lance le mouvement « Kinetic » perpétuel.
En 2006, Seiko invente la première montre à affichage à encre électronique au monde : INK, calibre G510.
En 2007, Seiko produit le mouvement Kinetic Direct Drive et le chronographe Spring Drive doté d’un embrayage vertical et d'une roue à colonnes.
En 2010, Seiko présente la première montre à affichage électrophorèse avec matrice active au monde.
En 2012, Seiko conçoit l'Astron, la première montre GPS solaire analogique au monde puis, en 2014, le chronographe GPS solaire Astron.
En 2017, Credor dévoile l’Eichi II, à répétition minute et cadran en porcelaine,.
En 2020, Grand Seiko révèle un calibre tourbillon avec échappement à force constante, le T0, d’une précision de +/- 0,5 seconde par jour,.
En 2020, Seiko introduit sur ses Grand Seiko son nouveau calibre 9SA5, avec un échappement à double impulsion, deux barillets et une fréquence de 36 000 A/h,.

## Actionnaires
Liste des principaux actionnaires au 19 novembre 2019:
| Sanko Kigyo               | 10,7% |
| Etsuko Hattori            | 8,73% |
| Shinji Hattori            | 5,50% |
| Dai-ichi Life Holdings    | 4,35% |
| Hideo Hattori             | 3,91% |
| FIL Investments (Japan)   | 3,70% |
| Nomura Asset Management   | 3,62% |
| Daiwa Asset Management    | 3,26% |
| Asset Management One      | 2,52% |
| Dimensional Fund Advisors | 2,40% |

## Innovations

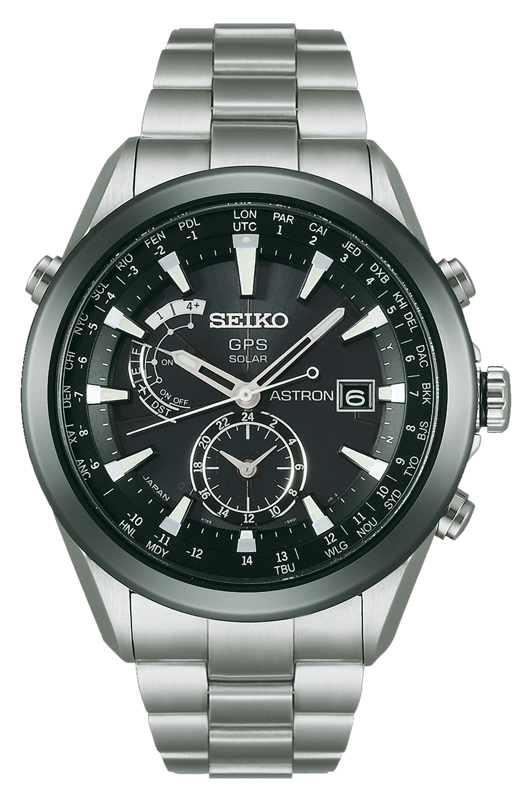
Quartz Astron GPS Solaire SAST003G.

La première montre à quartz, dénommée Quartz Astron, est créée et développée par Seiko en 1969.
Seiko est le créateur des montres Kinetic : cette technologie utilise les mouvements du poignet pour faire fonctionner ce mouvement à quartz particulier. Le système est le suivant : une masse entre en rotation avec les mouvements du porteur, ce volant est relié par engrenage multiplicateur avec le rotor d'un micro alternateur, tournant jusqu'à 100 000 tours par minute. Cet alternateur recharge, par l'intermédiaire d'un circuit intégré spécifique, un supercondensateur. Ce condensateur fait office de pile électrique. Ce dernier, associé à un mouvement particulier, a la capacité de garder la montre à l'heure pendant quatre ans, même en absence de mouvements, pour les modèles récents. La Kinetic Perpetual offre un quantième perpétuel. Si elle n'est pas portée plus de 24 h, les aiguilles s'arrêtent pour économiser l'énergie. Ensuite, lorsqu'on la secoue, les aiguilles tournent rapidement pour se positionner sur l'heure exacte, avant de reprendre leur rotation normale.
Seiko a en outre développé des mouvements de conception nouvelle. Le mouvement Spring Drive est un mouvement mécanique automatique permettant, entre autres, une précision et une réserve de marche accrues ainsi qu'un mouvement totalement fluide des aiguilles du cadran. On retrouve ce mouvement dans les collections de haute-horlogerie Grand Seiko (ja) et Credor.
Il existe également un mouvement appelé à quartz GPS Solaire. En développant un récepteur GPS à faible consommation d'énergie, Seiko a pu concevoir une montre solaire GPS capable de recevoir des signaux GPS et d'analyser ces données. Elle reconnaît l'ensemble des zones couvertes par les 39 fuseaux horaires.

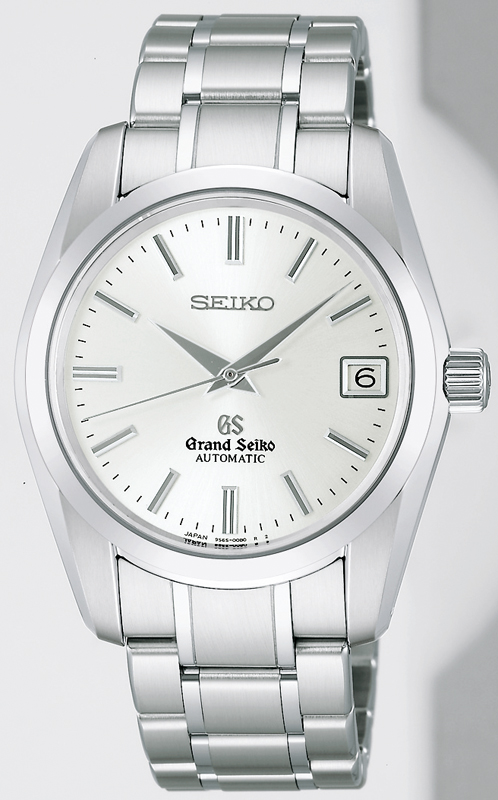
Grand Seiko Automatique SBGR051.

## Sponsoring et partenariats
Seiko conclut en janvier 2014 un partenariat de trois ans avec le tennisman Novak Djokovic.
En navigation, les dériveurs de type 49er font leur apparition en 2000 aux Jeux Olympiques de Sydney. Seiko crée une ligne dédiée à ce partenariat : la ligne conceptuelle « Velatura ».
Depuis 1964, Seiko est chronométreur officiel des Championnats d'Europe et du Monde d'athlétisme.
En 2020, une édition limitée créée pour célébrer les soixante ans de l'éditeur de jeux vidéo Sega est mise sur le marché.

## Autres marques du groupe Seiko
- Credor
- Grand Seiko
  - Grand Seiko Hi-Beat
- Seiko Clocks
- Royal Orient
- Orient Star
- Orient
- Pulsar
- Lorus
- Alba

## Autre marque distribuée par le groupe
- Kenneth cole

## Seiko dans la culture populaire
Diverses montres Seiko sont portées par 007 dans quatre films de la série James Bond avec Roger Moore, de 1977 à 1985. Roger Moore porte également une Seiko dans le film de 1979 Les Loups de haute mer. Sean Connery porte une Seiko dans le James Bond de 1983 intitulé Jamais plus jamais.
Une montre de plongée Seiko 6105-8110/8119 est portée par Martin Sheen dans le film Apocalypse Now de 1979.
Une Seiko Voice Note M516-4009 est portée, entre autres, par Dan Aykroyd et Bill Murray dans le film SOS Fantômes de 1984.
Une Seiko H558 est portée par Arnold Schwarzenegger dans divers films, comme Commando et Predator.
Une montre de plongée Seiko « Turtle » 6309-7049 est portée par Ed Harris dans le film Abyss de James Cameron en 1989.
Un chronographe Seiko est porté par Jason Bourne dans le film La Mémoire dans la peau de Doug Liman, basé sur un livre de Robert Ludlum.
Aki Ross porte une montre-ordinateur Seiko dans le film d'animation Final Fantasy : Les Créatures de l'esprit.
Dans les jeux Metal Gear Solid V: Ground Zeroes ainsi que Metal Gear Solid V: The Phantom Pain, Big Boss peut être vu portant une Seiko G757 5020.
Une Seiko 7A28-7000 (un chronographe Seiko modifié) est portée par Ripley (Sigourney Weaver) dans le film Aliens de 1986 ; divers autres personnages du film portent également des montres Seiko conçues par le designer italien Giorgetto Giugiaro.
Dans le film de survie océanique de 2013 Tout est perdu, le personnage de Robert Redford peut être vu portant une montre de plongée Seiko SKX009/SKX175, une variante du SKX007.

## Clients célèbres
Novak Djokovic porte des montres Seiko et est ambassadeur de la marque. En 2014, il a porté au tournoi de Wimbledon une édition limitée, à son nom, de la Seiko Astron.
Steve Jobs portait une Seiko Chariot dans les années 1980. Le modèle est réédité en 2017 avec 1 982 unités produites.
Le concepteur de jeux vidéo et explorateur spatial anglo-américain Richard Garriott portait une Seiko Spring Drive Spacewalk lors de son aventure spatiale en 2008.
L'actrice et réalisatrice Kristen Stewart est apparue régulièrement avec une Seiko SJB880.[réf. souhaitée]
Le président des États-Unis d'Amérique Joe Biden possède dans sa collection de montres une Seiko 7T32-6M90 Chronograph.

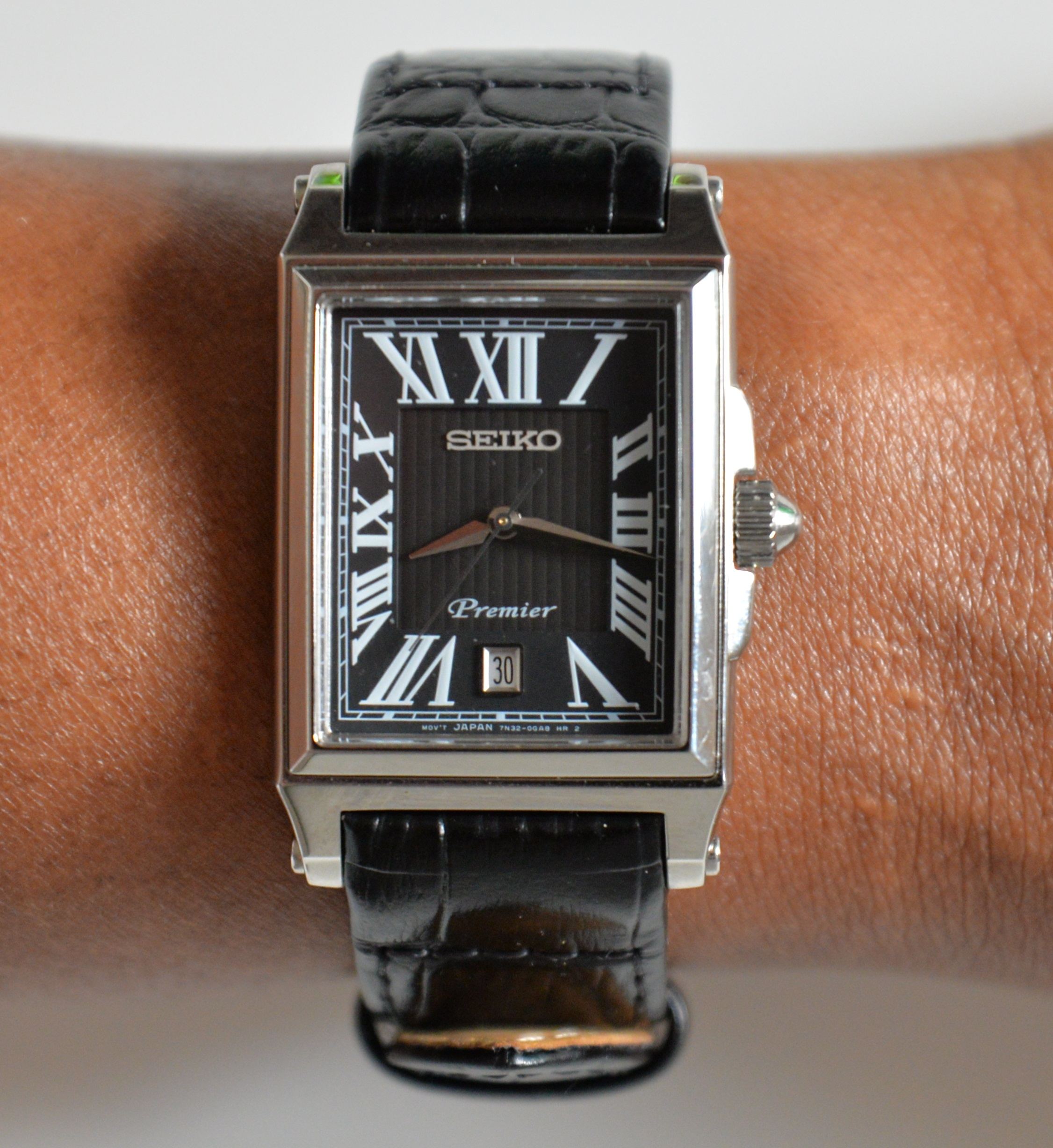
La collection Premier comprend des calibres quartz et mécaniques, dont une gamme de montres Kinetic Direct Drive alimentées par le mouvement et qui indiquent le transfert d’énergie en temps réel.